# Cathédrale de la Transfiguration-du-Sauveur de Novokouznetsk
La cathédrale de la Transfiguration-du-Sauveur (Спа́со-Преображе́нский собо́р) est la cathédrale diocésaine orthodoxe de l'éparchie de Novokouznetsk de l'Église orthodoxe russe. Elle se trouve à Novokouznetsk dans l'oblast de Kemerovo.
L'édifice a été construit au XVIIIe siècle sur une hauteur dominant le Tom. Pendant longtemps, il a été l'édifice le plus haut de la ville et de l'ouïezd avec son clocher de 40 mètres de hauteur. Il a été vandalisé et fermé en 1935 et est retourné au culte en 1989. C'est désormais le siège du 1er doyenné de Novokouznetsk et la cathédrale de l'éparchie de Novokouznetsk.

## Histoire

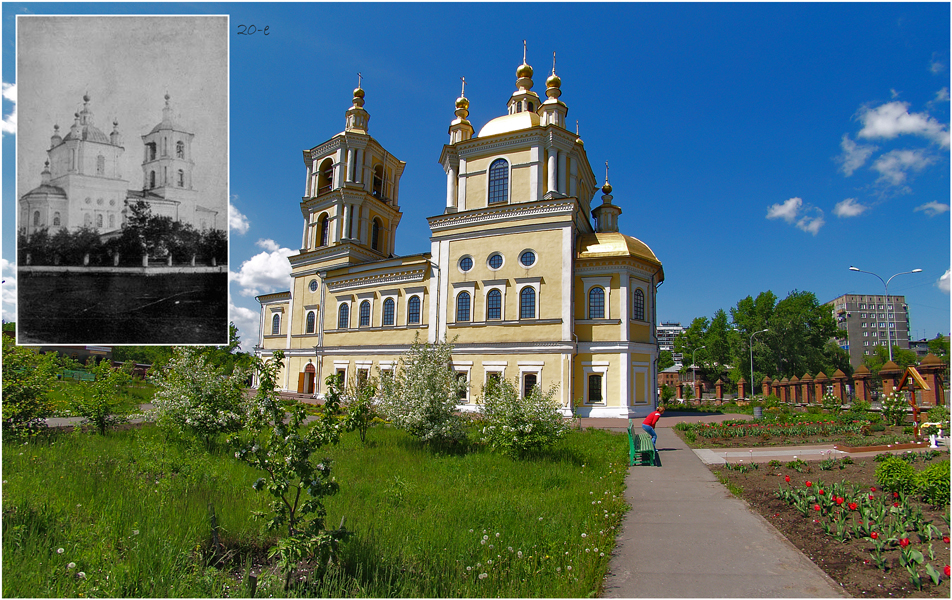
La cathédrale de la Tranfiguration en 2009 (en noir et blanc vers 1920).

Une première chapelle dédiée à la Transfiguration est construite en 1618 pour la forteresse de Kounetsk. Celle-ci obtient le statut de ville en 1622 et l'on construit une église de bois dominant le Tom. Au début du XVIIIe siècle, elle reçoit le statut de collégiale et c'est l'église la plus importante de la région de Kouznetsk. Au XIXe siècle, elle devient le siège du doyenné de Kouznetsk regroupant une vingtaine de paroisses.
La nouvelle église de pierre est construite à partir du 14 mai 1792. Deux autels sont consacrés dans l'église inférieure, à saint Jean-Baptiste et à saint Nicolas, et à l'étage supérieur, l'autel principal est consacré à la Transfiguration du Seigneur. L'église est consacrée en 1835. Elle restaurée de fond en comble en 1907 ayant souffert du tremblement de terre du 7 juin 1898.
L'église est vandalisée par des anarchistes en 1919. En 1920, l'église est prise par les rénovationistes. En 1933, des komsomols dirigés par le communiste Vorobiev détruisent la cloche la plus lourde qui s'effondre à terre et en 1935 des bandes de komsomols du combinat métallurgique saccagent et pillent l'église. Les croix sont brisées, les coupoles détruites et le clocher est à moitié démoli. En 1938-1939, l'église sert d'école de conducteurs d'engins agricoles puis en 1940 de boulangerie industrielle. Au milieu des années 1950, l'édifice est abandonné. C'est en 1989 après les festivités du millénaire du baptême de la Russie qu'une session du conseil municipal décide de rendre l'édifice à la communauté des fidèles. Les travaux de restauration commencent en 1989 et la première célébration liturgique a lieu en 1991.

## Architecture
Il a fallu quarante-trois ans pour construire cette église, ce qui a affecté son style architectural qui fait la transition entre le baroque et le néo-classicisme. L'on remarque l'abondance de coupoles baroques, marquant la fin du baroque sibérien. Les proportions strictes et la plastique restreinte de l'édifice le rattachent au néo-classicisme.